# Bulevar de Catia
Bulevar de Catia o Bulevar Avenida España es el nombre que recibe un espacio público localizado en la Parroquia Sucre (también llamada Catia) en el Municipio Libertador al oeste del Distrito Metropolitano de Caracas capital  de Venezuela. Recibe su nombre por el sector donde está ubicado, Catia, que a su vez fue llamado así por la leyenda de un cacique y tribu nativa de la etnia Caribe.

## Descripción
Se trata de una obra ubicada en el Sector Nueva Caracas de Catia con la Avenida Sucre por el norte, la Avenida Principal de la Silsa al sur, la Calle Colombia al este, y la calle Argentina al Oeste.
Fue inaugurado en 1983 con 40.000 metros de las cuales 3900 metros eran de áreas verdes. El espacio cayó en deterioro y fue ocupado por la economía informal hasta que fue remozado y reabierto en 2013.